# Saison 1999-2000 de l'ECHL
Saison précédente Saison suivante
La saison 1999-2000 est la douzième saison de la Ligue de hockey de la Côte-Est au terme de laquelle les Rivermen de Peoria remportent la Coupe Kelly en battant en finale les IceGators de la Louisiane.

## Saison régulière
Trois nouvelles équipes, les Generals de Greensboro, les RiverBlades de l'Arkansas et les Titans de Trenton intègrent la ligue. De leurs côtés, les Matadors de Miami et le Chill de Columbus suspendent leurs activités. Les Icebreakers de Chesapeake, qui devaient également suspendre leurs activités, sont finalement transférés vers Jackson dans l'État du Mississippi et sont renommés Bandits de Jackson.

### Classement

#### Association Nord
| Clt   | Équipe                    | PJ | V  | D  | DF | BP  | BC  | Pts |
| ----- | ------------------------- | -- | -- | -- | -- | --- | --- | --- |
| +001, | Express de Roanoke        | 70 | 44 | 20 | 6  | 221 | 181 | 94  |
| +002, | Renegades de Richmond     | 70 | 44 | 21 | 5  | 258 | 205 | 93  |
| +003, | Admirals de Hampton Roads | 70 | 44 | 22 | 4  | 241 | 198 | 92  |
| +004, | Titans de Trenton         | 70 | 37 | 29 | 4  | 233 | 199 | 78  |
| +005, | Checkers de Charlotte     | 70 | 25 | 38 | 7  | 186 | 254 | 57  |
| +006, | Generals de Greensboro    | 70 | 20 | 43 | 7  | 229 | 337 | 47  |

| Clt   | Équipe                 | PJ | V  | D  | DF | BP  | BC  | Pts |
| ----- | ---------------------- | -- | -- | -- | -- | --- | --- | --- |
| +001, | Rivermen de Peoria     | 70 | 45 | 20 | 5  | 273 | 216 | 95  |
| +002, | Blizzard de Huntington | 70 | 35 | 25 | 10 | 230 | 238 | 80  |
| +003, | Chiefs de Johnstown    | 70 | 33 | 28 | 9  | 235 | 234 | 75  |
| +004, | Bombers de Dayton      | 70 | 32 | 28 | 10 | 230 | 226 | 74  |
| +005, | Nailers de Wheeling    | 70 | 25 | 40 | 5  | 202 | 246 | 55  |
| +006, | Storm de Toledo        | 70 | 22 | 41 | 7  | 214 | 306 | 51  |

#### Association Sud
| Clt   | Équipe                          | PJ | V  | D  | DF | BP  | BC  | Pts |
| ----- | ------------------------------- | -- | -- | -- | -- | --- | --- | --- |
| +001, | Everblades de la Floride        | 70 | 53 | 15 | 2  | 277 | 181 | 108 |
| +002, | Pride de Pee Dee                | 70 | 47 | 18 | 5  | 233 | 175 | 99  |
| +003, | Grrrowl de Greenville           | 70 | 46 | 18 | 6  | 277 | 198 | 98  |
| +004, | Stingrays de la Caroline du Sud | 70 | 35 | 25 | 10 | 253 | 242 | 80  |
| +005, | Lynx d'Augusta                  | 70 | 34 | 31 | 5  | 243 | 248 | 73  |
| +006, | Tiger Sharks de Tallahassee     | 70 | 31 | 33 | 6  | 256 | 261 | 68  |
| +007, | Lizard Kings de Jacksonville    | 70 | 27 | 34 | 9  | 246 | 291 | 63  |

| Clt   | Équipe                       | PJ | V  | D  | DF | BP  | BC  | Pts |
| ----- | ---------------------------- | -- | -- | -- | -- | --- | --- | --- |
| +001, | IceGators de la Louisiane    | 70 | 43 | 18 | 9  | 281 | 241 | 95  |
| +002, | Mysticks de Mobile           | 70 | 40 | 28 | 2  | 275 | 230 | 82  |
| +003, | Brass de la Nouvelle-Orléans | 70 | 36 | 27 | 7  | 230 | 219 | 79  |
| +004, | Sea Wolves du Mississippi    | 70 | 35 | 27 | 8  | 241 | 221 | 78  |
| +005, | Ice Pilots de Pensacola      | 70 | 35 | 29 | 6  | 215 | 216 | 76  |
| +006, | Kingfish de Bâton-Rouge      | 70 | 33 | 32 | 5  | 253 | 277 | 71  |
| +007, | Bandits de Jackson           | 70 | 32 | 32 | 6  | 201 | 227 | 70  |
| +008, | Bulls de Birmingham          | 70 | 29 | 37 | 4  | 255 | 297 | 62  |
| +009, | RiverBlades de l'Arkansas    | 70 | 18 | 49 | 3  | 192 | 316 | 39  |

- En gras : qualifié pour les huitièmes de finale des séries
- En italique : qualifié pour le premier tour des séries

## Séries éliminatoires

### Premier tour
Un premier tour au meilleur des trois matchs est joué pour les équipes de l'association Sud.
- Les Lynx d'Augusta gagnent leur série contre le Brass de la Nouvelle-Orléans 2 parties à 1.
- Les Stingrays de la Caroline du Sud gagnent leur série contre le Kingfish de Bâton-Rouge 2 parties à 0.
- Les Sea Wolves du Mississippi gagnent leur série contre les Ice Pilots de Pensacola 2 parties à 1.

### Séries finales
|  | Huitièmes de finale             | Huitièmes de finale             | Huitièmes de finale       | Huitièmes de finale       |                                 |                                 | Quarts de finale | Quarts de finale | Quarts de finale | Quarts de finale |  |  | Demi-finales | Demi-finales | Demi-finales | Demi-finales |  |  | Finale de la Coupe Kelly | Finale de la Coupe Kelly | Finale de la Coupe Kelly | Finale de la Coupe Kelly |
|  |                                 |                                 |                           |                           |                                 |                                 |                  |                  |                  |                  |  |  |              |              |              |              |  |  |                          |                          |                          |                          |
|  |                                 |                                 |                           |                           |                                 |                                 |                  |                  |                  |                  |  |  |              |              |              |              |  |  |                          |                          |                          |                          |
|  | Rivermen de Peoria              | Rivermen de Peoria              | 3                         | 3                         |                                 |                                 |                  |                  |                  |                  |  |  |              |              |              |              |  |  |                          |                          |                          |                          |
|  | Rivermen de Peoria              | Rivermen de Peoria              | 3                         | 3                         |                                 |                                 |                  |                  |                  |                  |  |  |              |              |              |              |  |  |                          |                          |                          |                          |
|  | Bombers de Dayton               | Bombers de Dayton               | 0                         | 0                         |                                 |                                 |                  |                  |                  |                  |  |  |              |              |              |              |  |  |                          |                          |                          |                          |
|  | Bombers de Dayton               | Bombers de Dayton               | 0                         | 0                         | Rivermen de Peoria              | Rivermen de Peoria              | 3                | 3                |                  |                  |  |  |              |              |              |              |  |  |                          |                          |                          |                          |
|  |                                 |                                 |                           |                           | Rivermen de Peoria              | Rivermen de Peoria              | 3                | 3                |                  |                  |  |  |              |              |              |              |  |  |                          |                          |                          |                          |
|  |                                 |                                 | Chiefs de Johnstown       | Chiefs de Johnstown       | 0                               | 0                               |                  |                  |                  |                  |  |  |              |              |              |              |  |  |                          |                          |                          |                          |
|  | Express de Roanoke              | Express de Roanoke              | Chiefs de Johnstown       | Chiefs de Johnstown       | 0                               | 0                               | 1                | 1                |                  |                  |  |  |              |              |              |              |  |  |                          |                          |                          |                          |
|  | Express de Roanoke              | Express de Roanoke              |                           |                           |                                 |                                 |                  | 1                |                  |                  |  |  |              |              |              |              |  |  |                          |                          |                          |                          |
|  | Chiefs de Johnstown             | Chiefs de Johnstown             | 3                         | 3                         |                                 |                                 |                  |                  |                  |                  |  |  |              |              |              |              |  |  |                          |                          |                          |                          |
|  | Chiefs de Johnstown             | Chiefs de Johnstown             | 3                         | 3                         | Rivermen de Peoria              | Rivermen de Peoria              | 4                | 4                |                  |                  |  |  |              |              |              |              |  |  |                          |                          |                          |                          |
|  |                                 |                                 |                           |                           | Rivermen de Peoria              | Rivermen de Peoria              | 4                | 4                |                  |                  |  |  |              |              |              |              |  |  |                          |                          |                          |                          |
|  |                                 |                                 | Titans de Trenton         | Titans de Trenton         | 2                               | 2                               |                  |                  |                  |                  |  |  |              |              |              |              |  |  |                          |                          |                          |                          |
|  | Renegades de Richmond           | Renegades de Richmond           | Titans de Trenton         | Titans de Trenton         | 2                               | 2                               | 0                | 0                |                  |                  |  |  |              |              |              |              |  |  |                          |                          |                          |                          |
|  | Renegades de Richmond           | Renegades de Richmond           |                           |                           |                                 |                                 |                  | 0                |                  |                  |  |  |              |              |              |              |  |  |                          |                          |                          |                          |
|  | Titans de Trenton               | Titans de Trenton               | 3                         | 3                         |                                 |                                 |                  |                  |                  |                  |  |  |              |              |              |              |  |  |                          |                          |                          |                          |
|  | Titans de Trenton               | Titans de Trenton               | 3                         | 3                         | Titans de Trenton               | Titans de Trenton               | 3                | 3                |                  |                  |  |  |              |              |              |              |  |  |                          |                          |                          |                          |
|  |                                 |                                 |                           |                           | Titans de Trenton               | Titans de Trenton               | 3                | 3                |                  |                  |  |  |              |              |              |              |  |  |                          |                          |                          |                          |
|  |                                 |                                 | Admirals de Hampton Roads | Admirals de Hampton Roads | 2                               | 2                               |                  |                  |                  |                  |  |  |              |              |              |              |  |  |                          |                          |                          |                          |
|  | Admirals de Hampton Roads       | Admirals de Hampton Roads       | Admirals de Hampton Roads | Admirals de Hampton Roads | 2                               | 2                               | 3                | 3                |                  |                  |  |  |              |              |              |              |  |  |                          |                          |                          |                          |
|  | Admirals de Hampton Roads       | Admirals de Hampton Roads       |                           |                           |                                 |                                 |                  | 3                |                  |                  |  |  |              |              |              |              |  |  |                          |                          |                          |                          |
|  | Blizzard de Huntington          | Blizzard de Huntington          | 2                         | 2                         |                                 |                                 |                  |                  |                  |                  |  |  |              |              |              |              |  |  |                          |                          |                          |                          |
|  | Blizzard de Huntington          | Blizzard de Huntington          | 2                         | 2                         | Rivermen de Peoria              | Rivermen de Peoria              | 4                | 4                |                  |                  |  |  |              |              |              |              |  |  |                          |                          |                          |                          |
|  |                                 |                                 |                           |                           | Rivermen de Peoria              | Rivermen de Peoria              | 4                | 4                |                  |                  |  |  |              |              |              |              |  |  |                          |                          |                          |                          |
|  |                                 |                                 | IceGators de la Louisiane | IceGators de la Louisiane | 2                               | 2                               |                  |                  |                  |                  |  |  |              |              |              |              |  |  |                          |                          |                          |                          |
|  | Everblades de la Floride        | Everblades de la Floride        | IceGators de la Louisiane | IceGators de la Louisiane | 2                               | 2                               | 2                | 2                |                  |                  |  |  |              |              |              |              |  |  |                          |                          |                          |                          |
|  | Everblades de la Floride        | Everblades de la Floride        |                           |                           |                                 |                                 |                  | 2                |                  |                  |  |  |              |              |              |              |  |  |                          |                          |                          |                          |
|  | Lynx d'Augusta                  | Lynx d'Augusta                  | 3                         | 3                         |                                 |                                 |                  |                  |                  |                  |  |  |              |              |              |              |  |  |                          |                          |                          |                          |
|  | Lynx d'Augusta                  | Lynx d'Augusta                  | 3                         | 3                         | Lynx d'Augusta                  | Lynx d'Augusta                  | 1                | 1                |                  |                  |  |  |              |              |              |              |  |  |                          |                          |                          |                          |
|  |                                 |                                 |                           |                           | Lynx d'Augusta                  | Lynx d'Augusta                  | 1                | 1                |                  |                  |  |  |              |              |              |              |  |  |                          |                          |                          |                          |
|  |                                 |                                 | Grrrowl de Greenville     | Grrrowl de Greenville     | 3                               | 3                               |                  |                  |                  |                  |  |  |              |              |              |              |  |  |                          |                          |                          |                          |
|  | Grrrowl de Greenville           | Grrrowl de Greenville           | Grrrowl de Greenville     | Grrrowl de Greenville     | 3                               | 3                               | 3                | 3                |                  |                  |  |  |              |              |              |              |  |  |                          |                          |                          |                          |
|  | Grrrowl de Greenville           | Grrrowl de Greenville           |                           |                           |                                 |                                 |                  | 3                |                  |                  |  |  |              |              |              |              |  |  |                          |                          |                          |                          |
|  | Mysticks de Mobile              | Mysticks de Mobile              | 2                         | 2                         |                                 |                                 |                  |                  |                  |                  |  |  |              |              |              |              |  |  |                          |                          |                          |                          |
|  | Mysticks de Mobile              | Mysticks de Mobile              | 2                         | 2                         | Grrrowl de Greenville           | Grrrowl de Greenville           | 2                | 2                |                  |                  |  |  |              |              |              |              |  |  |                          |                          |                          |                          |
|  |                                 |                                 |                           |                           | Grrrowl de Greenville           | Grrrowl de Greenville           | 2                | 2                |                  |                  |  |  |              |              |              |              |  |  |                          |                          |                          |                          |
|  |                                 |                                 | IceGators de la Louisiane | IceGators de la Louisiane | 4                               | 4                               |                  |                  |                  |                  |  |  |              |              |              |              |  |  |                          |                          |                          |                          |
|  | Pride de Pee Dee                | Pride de Pee Dee                | IceGators de la Louisiane | IceGators de la Louisiane | 4                               | 4                               | 2                | 2                |                  |                  |  |  |              |              |              |              |  |  |                          |                          |                          |                          |
|  | Pride de Pee Dee                | Pride de Pee Dee                |                           |                           |                                 |                                 |                  | 2                |                  |                  |  |  |              |              |              |              |  |  |                          |                          |                          |                          |
|  | Stingrays de la Caroline du Sud | Stingrays de la Caroline du Sud | 3                         | 3                         |                                 |                                 |                  |                  |                  |                  |  |  |              |              |              |              |  |  |                          |                          |                          |                          |
|  | Stingrays de la Caroline du Sud | Stingrays de la Caroline du Sud | 3                         | 3                         | Stingrays de la Caroline du Sud | Stingrays de la Caroline du Sud | 0                | 0                |                  |                  |  |  |              |              |              |              |  |  |                          |                          |                          |                          |
|  |                                 |                                 |                           |                           | Stingrays de la Caroline du Sud | Stingrays de la Caroline du Sud | 0                | 0                |                  |                  |  |  |              |              |              |              |  |  |                          |                          |                          |                          |
|  |                                 |                                 | IceGators de la Louisiane | IceGators de la Louisiane | 3                               | 3                               |                  |                  |                  |                  |  |  |              |              |              |              |  |  |                          |                          |                          |                          |
|  | IceGators de la Louisiane       | IceGators de la Louisiane       | IceGators de la Louisiane | IceGators de la Louisiane | 3                               | 3                               | 3                | 3                |                  |                  |  |  |              |              |              |              |  |  |                          |                          |                          |                          |
|  | IceGators de la Louisiane       | IceGators de la Louisiane       |                           |                           |                                 |                                 |                  | 3                |                  |                  |  |  |              |              |              |              |  |  |                          |                          |                          |                          |
|  | Sea Wolves du Mississippi       | Sea Wolves du Mississippi       | 1                         | 1                         |                                 |                                 |                  |                  |                  |                  |  |  |              |              |              |              |  |  |                          |                          |                          |                          |
|  | Sea Wolves du Mississippi       | Sea Wolves du Mississippi       | 1                         | 1                         |                                 |                                 |                  |                  |                  |                  |  |  |              |              |              |              |  |  |                          |                          |                          |                          |
|  |                                 |                                 |                           |                           |                                 |                                 |                  |                  |                  |                  |  |  |              |              |              |              |  |  |                          |                          |                          |                          |

## Trophées
| Coupe Kelly :                       | Rivermen de Peoria                                         |
| Coupe Henry Brabham :               | Everblades de la Floride                                   |
| Champion de la conférence Nord :    | Rivermen de Peoria                                         |
| Champion de la conférence Sud :     | IceGators de la Louisiane                                  |
| Trophée John Brophy :               | Bob Ferguson, Everblades de la Floride                     |
| Meilleur joueur de la Ligue :       | Andrew Williamson, Storm de Toledo                         |
| Meilleur joueur de la Coupe Kelly : | Jean-François Boutin et Jason Christie, Rivermen de Peoria |
| Gardien de but de l'année :         | Ján Lašák, Admirals de Hampton Roads                       |
| Recrue de l'année :                 | Ján Lašák, Admirals de Hampton Roads                       |
| Défenseur de l'année :              | Tom Nemeth, Bombers de Dayton                              |
| Meilleur buteur :                   | John Spoltore, IceGators de la Louisiane                   |
| Meilleur pointeur :                 | John Spoltore, IceGators de la Louisiane                   |
| Meilleur différentiel +/- :         | Andy MacIntyre, Everblades de la Floride                   |
| Meilleur esprit sportif :           | Jamie Ling, Bombers de Dayton                              |